# Park Forest
Park Forest é uma aldeia localizada no estado americano de Illinois, no Condado de Cook e Condado de Will.

## Demografia
Segundo o censo americano de 2000, a sua população era de 23 462 habitantes. Em 2006, foi estimada uma população de 22 855, um decréscimo de 607 (-2,6%).

## Geografia
De acordo com o United States Census Bureau tem uma área de 12,8 km², dos quais 12,8 km² cobertos por terra e 0,0 km² cobertos por água.

## Localidades na vizinhança
O diagrama seguinte representa as localidades num raio de 8 km ao redor de Park Forest.